# Europas bortrövande (Rembrandt)
Europas bortrövande är en målning från 1632 av den nederländske konstnären Rembrandt. Motivet är från Ovidius Metamorfoser och visar hur Jupiter, förklädd till tjur, rövar bort prinsessan Europa. Det är en av Rembrandts få målningar med mytologiskt ämne.
Målningen var ett beställningsarbete för Jacques Specx från Nederländska Ostindiska Kompaniet. Sedan 1995 finns den på J. Paul Getty Museum i Los Angeles i Kalifornien.